# Ibrahima Sidibé (basket-ball)
Pour les articles homonymes, voir Ibrahima Sidibé.
Ibrahima Sidibé, né le 26 septembre 1995, à Bamako, au Mali, est un joueur français de basket-ball. Il évolue au poste de meneur.

## Biographie
En 2018, Ibrahima Sidibé participe aux éliminatoires de la Coupe du monde de basketball avec la sélection du Mali.

## Clubs successifs
- 2015-2016 :  AS Denain Voltaire (Pro B)
- 2016-2017 :  GET Vosges (NM1)
- 2017-2018 :  Caen Basket Calvados (Pro B)
- 2018-2019 :  GET Vosges (NM1)
- Depuis 2019 :  ALM Évreux Basket (Pro B)